# Accord de Shimla

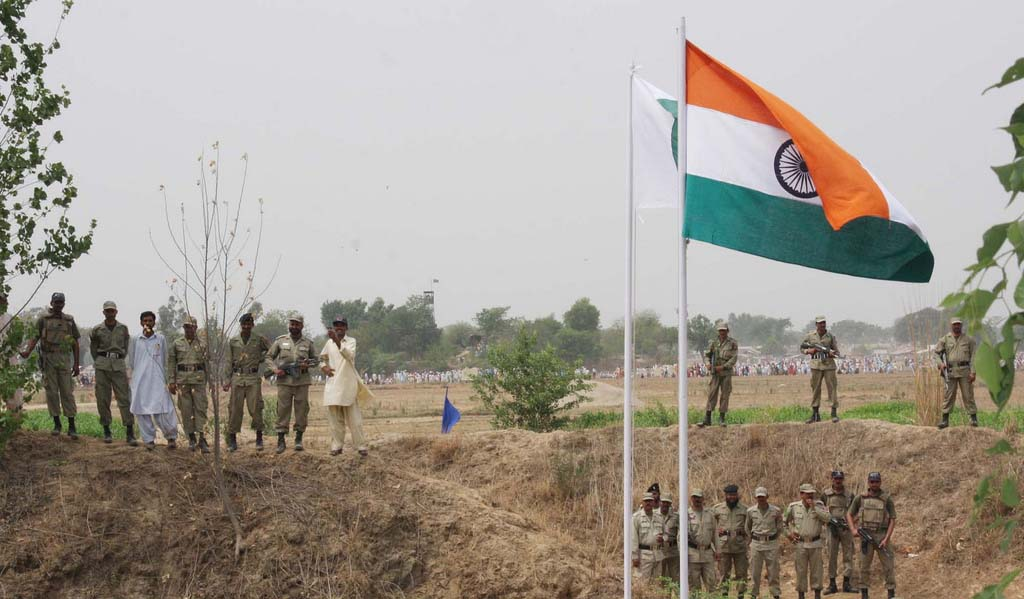
Garde forestier pakistanais se tenant près des drapeaux de l'Inde et du Pakistan à la frontière internationale de la ligne zéro.

L'accord de Shimla est un traité de paix signé entre l'Inde et le Pakistan le 2 juillet 1972 à Shimla, la capitale de l'Himachal Pradesh. Elle fait suite à la guerre indo-pakistanaise de 1971, qui a débuté après l'intervention de l'Inde au Pakistan oriental en tant qu'alliée de Mukti Bahini qui combattait les forces de l'État pakistanais dans la guerre de libération du Bangladesh.
L'objectif officiel du traité servait de moyen pour les deux pays de « mettre fin au conflit et à la confrontation qui ont jusqu'ici entaché leurs relations » et de concevoir les mesures à prendre pour une normalisation plus poussée des relations entre l'Inde et le Pakistan tout en établissant les principes devant régir leurs interactions futures,.
Le traité restitue plus de 13 000 km2 de terres saisies par l'armée indienne au Pakistan pendant la guerre ; l'Inde conserve cependant quelques zones stratégiques, notamment Turtuk, Dhothang, Tyakshi (anciennement appelé Tiaqsi) et Chalunka de la vallée de Chorbat,, soit plus de 883 km2,,.
En 2025, le Pakistan suspend l'accord en réponse au non-respect par l'Inde du traité des eaux de l'Indus, motivé par l'implication présumée du Pakistan dans l'attentat de Pahalgam,,.